# Tom Kennedy (homme politique)
Pour les articles homonymes, voir Kennedy, Thomas Kennedy et Tom Kennedy.
Thomas Kennedy (25 décembre 1874 - 3 mars 1954) est un homme politique travailliste écossais.

## Biographie
Kennedy est né à Kennethmont, dans l'Aberdeenshire, et devient commis aux chemins de fer. Il rejoint la Fédération social-démocrate (SDF) et en devient bientôt le permanent pour Aberdeen, se présentant au Parlement pour Aberdeen Nord en 1906 et janvier 1910. Il soutient la formation du Parti socialiste britannique (BSP) et devient son responsable national en 1913, mais en 1914, il part combattre pendant la Première Guerre mondiale. En tant que partisan de la guerre, il quitte le BSP en 1916 pour rejoindre le nouveau Parti national-socialiste. Il est le rédacteur en chef du social-démocrate, successeur de Justice.
Sa première épouse, Christian Farquharson, qu'il épouse en 1905, est également socialiste, ayant assisté au Congrès socialiste international de Paris en 1900. Elle est décédée en 1917 et il se remarie par la suite.
Il est député travailliste de Kirkcaldy Burghs de 1921 à 1922, de 1923 à 1931 et de 1935 à 1944 et se présente sans succès l'élection partielle de 1932 à Montrose Burghs. Il est Whip travailliste écossais en 1921–1922 et de 1923–1925. Il sert dans le gouvernement en tant que lord commissaire du Trésor en 1924, dans l'opposition en tant que whip en chef adjoint (1925-1927) et whip en chef du parti travailliste (1927-1931) et de nouveau au gouvernement en tant que secrétaire parlementaire au Trésor de 1929 à 1931.
Il est nommé conseiller privé dans les honneurs du Nouvel An 1931. Il meurt le 3 mars 1954.